# Thelypteris ruiziana
Thelypteris ruiziana là một loài thực vật có mạch trong họ Thelypteridaceae. Loài này được (Klotzsch) A.R. Sm. miêu tả khoa học đầu tiên năm 1992.